# 기독교민주당 (덴마크)
기독교민주당(基督敎民主黨, 덴마크어: Kristendemokraterne)은 덴마크의 중도우파 정당으로, 1970년 설립되었다.

## 역대 선거 결과
| 선거        | 의석    | 득표율 |
| ----------- | ------- | ------ |
| 1971년 선거 | 0 / 179 | 1.9%   |
| 1973년 선거 | 7 / 179 | 4.0%   |
| 1975년 선거 | 9 / 179 | 5.3%   |
| 1977년 선거 | 6 / 179 | 3.4%   |
| 1979년 선거 | 5 / 179 | 2.6%   |
| 1981년 선거 | 4 / 179 | 2.3%   |
| 1984년 선거 | 5 / 179 | 2.7%   |
| 1987년 선거 | 4 / 179 | 2.4%   |
| 1988년 선거 | 4 / 179 | 2.0%   |
| 1990년 선거 | 4 / 179 | 2.3%   |
| 1994년 선거 | 0 / 179 | 1.9%   |
| 1998년 선거 | 4 / 179 | 2.5%   |
| 2001년 선거 | 4 / 179 | 2.3%   |
| 2005년 선거 | 0 / 179 | 1.7%   |
| 2007년 선거 | 0 / 179 | 0.9%   |
| 2011년 선거 | 0 / 179 | 0.8%   |
| 2015년 선거 | 0 / 179 | 0.8%   |